# Paul Dedieu
Pour les articles homonymes, voir Dedieu.
Pas d'image ? Cliquez ici

a Compétitions nationales et continentales officielles uniquement.

b Matchs officiels uniquement.
Paul Dedieu, est né le 8 mai 1933 à Toulouse et mort le 26 octobre 2012 dans la même ville. C’est un ancien joueur de rugby à XV, évoluant au poste d'arrière, qui obtient douze sélections avec l'équipe de France de 1963 à 1965, inscrivant 25 points. Il passe la majorité de sa carrière au sein de l'AS Béziers où il remporte le championnat de France en 1961 et le Challenge Yves du Manoir en 1964.

## Carrière
Issu d'une famille originaire d'Audressein en Ariège, il fait ses débuts au Toulouse Athlétique Club en 1951. Il y joue demi de mêlée et conquiert le titre de champion de France de 2e série en 1952. En 1954, il remporte le championnat de France de division Honneur. C'est alors qu'il est appelé à jouer avec l'équipe de France B. « Suite au double forfait du Clermontois Boussenac et du Bitterois Salinas, je me suis retrouvé sur la liste des remplaçants pour le match France C-Espoirs du 19 décembre 1954 à Auch. Un dirigeant du TAC m'a conduit dans le Gers et j'ai finalement été titulaire à la place de l'arrière auscitain Cayol sur lequel j'étais tombé en arrivant et qui m'avait lancé : « Je préfère aller à la chasse ! » Je m'en suis pas mal sorti, tout est parti de là ».
Une semaine avant l'ouverture du Tournoi 1955 contre l’Écosse, un France B contre Combined Services était programmé à Clermont-Ferrand le jour de l'An et Paul Dedieu est titularisé à l'arrière. En 1955, le Stade toulousain s'attacha sans tarder les services du jeune international B, en même temps que ceux de l'entraîneur du TAC Chevalier. Il rejoint ainsi un club où son oncle, le troisième ligne Henri Vignolles, avait été champion de France en 1922. Il jouera deux saisons à Toulouse puis rejoindra l'AS Béziers. L'immense carrière de Paul à l'ASB commença par une saison sans rugby (1957-1958), à cause de la licence rouge. Elle s'acheva quinze ans plus tard (été 1972) au Stadium de Toulouse. Finaliste en 1960, 1962 et 1964, il remporte le Bouclier de Brennus en 1961, le premier titre de Béziers.
Il a disputé son premier test match le 23 février 1963, contre l'équipe d'Angleterre, et son dernier test match fut contre l'équipe du pays de Galles, le 27 mars 1965.
En 1964, il a participé avec l'équipe de France à une tournée en Afrique du Sud et en particulier à une victoire contre les Springboks (8-6).
Il joue à l'AS Béziers jusqu'en 1974 où il glane un nouveau titre de champion de France des équipes réserves en 1973. Sa carrière se poursuit ensuite au RC Nîmes de 1974 à 1977 où il emmène le club de la 3e à la 1re division.
Il fera partie de la Commission de sélection de la FFR de 1981 à 1985.

## Palmarès

### En club
Avec le Toulouse Athlétique club
- Championnat de France de rugby à XV 2e série :
  - Champion (1) : 1952
- Championnat de France Honneur :
  - Champion (1) : 1954

Avec l'AS Béziers
- Champion d'Europe des clubs (F.I.R.A) :
  - Champion (1) : 1962[5]
- Championnat de France de première division : 
  - Champion (1) : 1961
  - Vice-champion (3) : 1960, 1962 et 1964
- Challenge Yves du Manoir :
  - Vainqueur (1) : 1964
  - Finaliste (1) : 1961
- Challenge Cadenat : 
  - Vainqueur (1) : 1968
- Championnat de France des équipes réserves :
  - Champion (1) : 1973

### Distinction personnel
- Meilleur réalisateur du championnat de France 1962 avec 78 points
- Oscar Midi Olympique du meilleur joueur 1965 - 3e place en 1964

### En équipe nationale
Paul Dedieu obtient douze sélections en équipe de France entre le 23 février 1963 à Twickenham contre l'équipe d'Angleterre et le 27 mars 1965 contre le pays de Galles à Colombes. Il inscrit 25 points, deux pénalités, un drop et huit transformations. Il participe à trois éditions du tournoi des Six Nations, en 1963, 1964 et 1965.

### Professions
Chaudronnier-formeur sur métaux léger, puis carrossier à partir de 1958. Il est retraité à partir de 1993. Il a été maire-adjoint aux Sports de la ville de Béziers.